# Ricardo Álvarez (homme politique)
 (mars 2025).
Ricardo Antonio Álvarez Arias, né le 4 février 1963 à Tegucigalpa, est un homme politique du Honduras.
Il est élu en 2005 à la mairie de Tegucigalpa et est réélu aux élections de 2009. En 2012, Álvarez se présente à l’investiture du Parti national pour la présidence, perdant finalement face à Juan Orlando Hernández. Hernández lui propose par la suite d'être son colistier à la vice-présidence. Ils remportent les élections de 2013.  